# Пику (аэропорт)
Аэропорт Пику (порт. Aeroporto do Pico, код ИАТА: PIX • код ИКАО: LPPI) — аэропорт, расположенный в 8 км (5 миль) от Мадалены на острове Пику (Азорские острова, Португалия).

## История
Первые исследования по строительству взлётно-посадочной полосы на острове Пику были завершены в послевоенное время. В 1946 году было принято решение о строительстве аэродрома на острове Фаял. Только 5 мая 1976 года началось строительство взлётно-посадочной полосы и здания аэровокзала на острове Пику, начатое по инициативе португальской армии, но завершённое под руководством регионального правительства Азорских островов.
Взлётно-посадочная полоса была открыта 25 апреля 1982 года: в то время длина полосы составляла всего 1200 метров (3900 футов), с ограниченными возможностями для больших самолетов. Полоса была построена в районе с особой геоморфологией, которая позволяла ориентировать полосу только с востока на запад, что делало её восприимчивой к преобладающим южным ветрам. В 1990 году, с поступлением новых самолетов ATP во флот SATA Air Açores, было принято решение расширить полосу. После расширения взлётно-посадочная полоса достигла 1520 метров (4990 футов) в длину и 30 метров (98 футов) в ширину. Десять лет спустя полоса была снова расширена для поддержки реактивных или турбовинтовых самолетов среднего размера до 1745 метров (5725 футов). Новое здание аэровокзала было совмещено с парковкой, были построены новая диспетчерская вышка, медпункт, пункты пожаротушения, а также новый грузовой склад.

## География
Аэропорт Пику расположен в 8 км (5 миль) от городского центра Мадалены, на высоте 34 метра (112 футов) над уровнем моря. Он находится между двумя гражданскими округами Бандейраш и Санта-Лузия на северном побережье острова, расположенными вдоль региональной дороги ER1-1а между Мадаленой и Сан-Роке-ду-Пику.
Управляемый SATA Gestão de Aerodromos, аэропорт Пику имеет действующую взлётно-посадочную полосу длиной 1745 метров (5725 футов) и шириной 45 метров (148 футов). Взлётно-посадочная полоса освещена и может выполнять вечерние полеты (хотя и редко) с использованием правил полета по ПВП или ППП, в то время как инструменты приближения основаны на локаторах PI. Решение об установке системы ILS было принято около 2010 года.

## Авиакомпании и направления
В апреле 2005 года Пику принял свой первый прямой рейс из Лиссабона. Аэропорт осуществлял регулярное сообщение с Лиссабоном через TAP Portugal (до 2015 г.) и Azores Airlines (с 2015 г. и по настоящее время), а также рейсы на другие острова архипелага.
В 2008 году SATA Air Açores отвечала за перевозку 58 000 пассажиров из аэропорта Пику.

## Статистика
Данные из запроса в Викиданные.